# Canal pudendal
Le canal pudendal (ou canal d’Alcock ou canal honteux) est un canal aponévrotique situé sur la paroi latérale de la fosse ischio-anale.

## Structure
Le canal pudendal est formé par un dédoublement du fascia obturateur qui débute au niveau de l'épine ischiatique et descend dans la paroi latérale de la fosse ischio-anale pour se terminer au niveau de la région périnéale.

## Contenu
Le canal pudendal contient le nerf pudendal et l'artère et les veines pudendales internes.